# Сийка Цончева
Сийка Костадинова Цончева e българска авиаторка, пилотка – гражданска и военна (подполковник).
Тя е единствената българка-летец, пилотирала военен, граждански, водосамолет и вертолет. Летяла е на 11 вида самолети и е сред малкото за онова време пилотки в България.

## Биография
Родена на 22 септември 1926 г. в с. Джулюница, Великотърновско. Завършва гимназия в Горна Оряховица, след което и училище за медицински сестри във Варна.
Записва се в Аероклуба във Варна в курсове по парашутизъм. Там също тренира плуване и парашутизъм. Тя е първият треньор по гимнастика в родното си село. През 1948 г. взима първия си изпит за пилот в Аероклуба в Граф Игнатиево.

### Във военната авиация
През следващата 1949 г. постъпва като курсант в НВВУ „Г. Бенковски“. Завършва през 1950 г. и е произведена в звание лейтенант. След завършването на инструкторски курс остава там като инструктор. В продължение на 2 години обучава курсантите за втори пилотски изпит. 
През 1952 г. е назначена на водолетище „Чайка“, Варна. Като военен летец пилотира хидросамолетите Арадо-196 А-3 „Акула“, Хенкел-60 „Тюлен“. След това службата я отвежда към военнотранспортния авиополк, където лети на По-2, Як-12, Ли-2 и вертолет Ми-1.

### В гражданската авиация
От 17 февруари 1970 г. Сийка Цончева е в гражданската авиация – в санитарното звено на БГА Балкан. Лети на самолет Ан-14 „Пчьолка“. Загива с 11 души при изпълнение на полет Кърджали – София на 17 септември 1971 г.
Посмъртно е удостоена със звание „Почетен гражданин на Община Лясковец“ за принос в развитието на военната авиация.

### Фатален полет
Идеята Родопите да имат свое летище набира скорост през 1960-те и е окончателно развита в началото на 1970-те години. Тогава край кърджалийския квартал „Гледка“ е създадено малко гражданско летище. Полосата на кърджалийската аерогара се използва основно от вертолети Ми-1, Ми-8 и мъничките транспортни самолети Ан-14, наричани галено „Пчолка“ (от руски: „Пчеличка“). Тези машини осъществяват ежедневни пътнически полети между столицата и Кърджали: сутрин към София, а вечер обратно.
В ранното утро на 17 септември 1971 година Ан-14 с борден номер LZ 7005 излита от Кърджали за София. Машината е управлявана от подполковник Сийка Цончева – опитен летец с дългогодишен стаж. На борда пътуват 4 души екипаж и 8 пътници „Пчолката“ изпълнява визуален полет по маршрута Кърджали – Асеновград – Пазарджик – Вакарел – София, но над Рила попада в мъгла. Полетът е навигиран от диспечер на РВД в София. В този момент обаче отметката на кърджалийския Ан върху радара се застъпва с тази на транзитно преминаващ, на по-голяма височина, турски самолет. Диспечерът бърка двете машини и започва да подава невярна информация, дава указания за кацане, докато Ан-14 е още над Рила. Когато грешката е осъзната, в ефира прозвучава заповед за незабавно издигане на 1000 м, но вече е късно. Ан-14 се забива челно в скалите край връх Свети дух близо до село Мала църква, Община Самоков. Оцелява само 1 пътник.